# Dardo Scavino
Dardo Scavino est un philosophe et critique littéraire franco-argentin.

## Biographie
Né à Buenos Aires en mars 1964, il est l'auteur des nombreux ouvrages parus en France et en Argentine. sur la philosophie, la littérature et la culture de l'Amérique latine

## Récompenses
- La Revista Ñ de Buenos Aires a choisi son livre Rebeldes y confabulados parmi les quatre meilleurs essais publiés en Argentine en 2012[3].

- La Fondation Konex d'Argentine lui a décerné le prix 2014 à l'essai philosophique[4].

- Prix Anagrama 2018 pour son essai El sueño de los mártires[5]

- Premi Ciutat de Barcelona 2018 pour El sueño de los mártires[6]

## Faits remarquables
Le 14 octobre 2022, son livre Máquinas filosóficas a fait le tour des journaux espagnols après que la ministre de travail de ce pays, Yolanda Díaz, montre un exemplaire de l'œuvre au président Pedro Sánchez en pleine séance de l'assemblée,.
Entre 2010 et 2020, Dardo Scavino a écrit trente-neuf articles sur l'origine et la signification des différents "mots" de l'espagnol dans la revue virtuelle Escritores del mundo.

## Sélection d'articles accesibles en ligne
- “El autor y su musa” (sobre las paradojas del nacionalismo en "El Sur" de Jorge Luis Borges). Cuadernos LIRICO, 2006, 1, pp.13-31[10].

- "Prólogo" a La fidelidad del olvido de Blas de Santos, Buenos Aires, El Cielo por Asalto, 2006[11].

- “La Camila de Camilo Henríquez o el dilema corneliano de la minoría criolla”. Cuadernos LIRICO, 2013[12].

- “En qué se desconoce el arielismo”. La Biblioteca, 2014, 14[13].

- “Barroco: por una semiología menor”. Zama, 2014, 6[14].

- "El planeta de los signos" (sobre Roland Barthes), Revista Ñ, 5 de junio de 2015[15].

- “Colonialidad del poder: una invención jurídica de la conquista”. Intersticios de la política y la cultura, 2016, 5 (10), p. 141[16].

- “En donde imperan los signos” (sobre la semiología de Roland Barthes). Estudios de Teoría Literaria n°9, 2016[17].

- "Sarmiento y la translatio imperii". Estudios de teoría literaria n°10, 2016[18].

- “Musa beat: en viaje hacia la redención”, Cuadernos LIRICO, 15, 2016[19].

- "La Argentina neoliberal: una protesta cantada", HeLix n°19, 2017[20].

- “Fluctuaciones de la independencia en la Carta de Viscardo y Guzmán”. Anclajes, 2019[21].

- "El nosotros político, un yo caracterizado", Designis n°33, julio-diciembre 2020[22].

- “Esa mudez de los libros” (sobre la filosofía de Jorge Luis Borges). Prometeica, 2023, 26, pp.103-116[23].

- "La hermenéutica se detuvo en Nápoles", La hermenéutica en perspectiva (Carlos Ruta y Laura Carugati ed.), Buenos Aires, UNSAM Edita / Uuirto, 2023[24].